# Mercado negro en Venezuela
La reventa de productos en Venezuela, conocida coloquialmente como bachaqueo (del español venezolano que significa ‘bachaco culón’) es un fenómeno laboral ilegal que surgió alrededor de 2013 con la crisis económica en Venezuela y consiste en la compra de bienes subsidiados en Venezuela para posteriormente revenderla por un precio real, quedando el subsidio como ganancia personal al comerciante o para contrabandear hacia Colombia.
El origen de este trabajo ilegal se remonta a los años 30 y 40 del siglo XX, con el denominado boom petrolero venezolano, cuando en las zonas fronterizas entre Venezuela y Colombia aparecieron los primeros pimpineros, personas que se dedicaban a la reventa informal de pimpinas (envases) de gasolina procedentes de Venezuela hasta cien veces por encima del precio regular por litro de las estaciones de servicio. Con el paso de los años, el contrabando se ha convertido en una "industria" informal e ilegal, incentivada por los bajos costos del galón de gasolina en Venezuela, en comparación con Colombia y el resto del mundo.
El 19 de agosto de 2015 un 60 % de las personas que compraban sus bienes en los supermercados revendía estos bienes, algo que fue aumentando en los años posteriores.
El 6 de mayo de 2019 queda anulado todo tipo de dólar preferencial con lo cual se revierte la economía de precios y desaparece las ganancias de la diferencia del precio subsidiado. Sin embargo, se mantiene el subsidio a tres productos, la gasolina, el gas-oil y el gas doméstico.

## Corrupción
Muchos entes y personajes del gobierno aprovecharon la diferencia que se originaba entre el control de cambio y el mercado negro haciendo negocios mientras el estado venezolano perdía inmensas reservas, algunos de estos casos se realizaron entre los años 2004 y el 2012 podemos mencionar algunos negocios sucios :
- El uso de las Notas estructuradas, haciendo uso de los recursos del FONDEN
- Los Bonos del estado , caso bonos del Sur
- las importaciones de carnes y víveres
- La ejecución de obras públicas termoeléctricas, represas
- el contrabando a través de sus fronteras de gasolina, víveres y ganado
- Sobrefacturacion en las compras al exterior de entidades como PDVSA, la CVG
- Las Remesas a familiares fantasmas y a viajeros al extranjero.
- La corrupción policial en los puestos de control fronterizo.
- la corrupción policial en los aeropuertos con vuelos internacionales a quienes llegaban trayendo dólares para su estadía.
- Entidades bancarias y de cambio que tramitaban operaciones de moneda extranjera a empresa fantasmas offshore.
- Funcionarios públicos que recibían grandes comisiones, mansiones y yates a cambio de favores.
- Importaciones de vieres de baja calidad nutricional para ser repartida en programas de ayuda social.
- Importación de productos para luego ser reexportado a terceros países.